# 657 (číslo)
Šest set padesát sedm je přirozené číslo. Následuje po čísle šest set padesát šest a předchází číslu šest set padesát osm. Římskými číslicemi se zapisuje DCLVII a řeckými číslicemi χνζ.

## Matematika
657 je:
- Dvacetiúhelníkové číslo
- Deficientní číslo
- Složené číslo
- Nešťastné číslo

## Astronomie
- (657) Gunlöd je planetka hlavního pásu, kterou objevil v roce 1908 August Kopff

## Roky
- 657
- 657 př. n. l.